# Dicranota (Paradicranota) parviuncinata
Dicranota (Paradicranota) parviuncinata is een tweevleugelige uit de familie Pediciidae. De soort komt voor in het Palearctisch gebied.